# Кичевски народоосвободителен партизански отряд „Козяк“
Кичевски народоосвободителен партизански отряд „Козяк“ е комунистическа партизанска единица във Вардарска Македония, участвала в така наречената Народоосвободителна войска на Македония.
Създаден на 25 април 1943 година в планината Бистра. Състои се от партизани от Кичево. Дейността на отряда се състои в охранителна и патрулна функция. Отделно части от отряда се занимават с куриерска, охранителна и придружаваща дейност на партийни и военни ръководители. Отрядът осъжда на смърт кметовете на Иванчища и Малкоец. След това успява да обезоръжи 8 италиански граничари на пътя Кладник-Карбуница. На 21 май 1943 година при Лопушник отрядът се влива в Кичевско-мавровския народоосвободителен партизански отряд.